# Фідель (музичний інструмент)
Фідель (нім. Fiedel, Fidel); віела (італ. viella, фр. vielle); фідл (англ. fiddle) — позначення групи струнних смичкових інструментів, широко поширених в середньовічній Європі.

## Етимологія
Ймовірно, різноманіття назв інструмента зводиться до запозичення з середньовічної латини fidula. В германських мовах дало староанглійське fiðele, ісладське Fiðla, німецьке fiedel, англійське fiddle, а в романських — французьке vielle, італійське viola
, яке в свою чергу дало французьке viole та англійське viol для нової сім'ї інструментів, що стали, на ряду з віелою, попередниками сучасної скрипки.
Слово fiddle в англійській мові закріпилось за народною назвою скрипки.
В Польщі зафіксована стародавня скрипка, що отримала назву фідель плоцька від місця знаходження, міста (Плоцьк, під час археологічних розкопок.

## Історія
Найдавніші зображення фіделя датуються VIII—IX ст., зокрема зображення на книжковій палітурці зі слонової кістки в Луврі; в Утрехтському псалтирі датуються бл. 860 роком. До IX століття належать перші текстові свідоцтва.
Віела, можливо, походить від ліри, візантійського смичкового інструменту, тісно пов'язаного з ребабом, арабським смичковим інструментом. Існує багато середньовічних ілюстрацій різних типів віел у рукописах, скульптурах і картинах.
Починаючи з середини або кінця 15 століття, слово «віела» (фр. vielle) використовувалося для позначення колісної ліри, як скорочена форма її назви: vielle à roue — «віела з колесом».

## Зовнішній вигляд та стрій
Нормативним вважається вид, який фідель отримав у XII–XIII століттях: овальний корпус, C-подібні резонаторні отвори, пряма шийка. У XIII–XIV століттях у західній Європі фідель вважався багатофункціональним інструментом, придатним і для сольної гри, і для акомпанементу. Єронім Моравський у другій половині XIII століття описує віелу як 5-струнний інструмент, який різними музикантами налаштовується по-різному: (1) G-d-g-d1-d1 (струна d описується як бурдон); (2) G-d-g-d1-g1; (3) G-G-d-c1-c1 (у цих налаштуваннях можливо нижня за теситурою струна — також Бурдон). Йоан де Грокейо (бл.1300) поміщає віелу на верху вибудованої ним ієрархії музичних інструментів, супроводжуючи своє судження такими аргументами:

| Серед усіх розглянутих нами струнних інструментів найцінніша віела. Бо як розумна душа в силу притаманної їй спроможності (virtualiter) містить в собі інші природні форми, [і як] чотирикутник [містить у собі] трикутник, а більше число менше, так і віела з властивою їй особливістю (virtualiter) обіймає інші інструменти. І хоча деякі інші інструменти в більшій мірі сприяють рухам людської душі (як, наприклад, на бенкетах, іподрому і турнірах — бубон та труба), все ж саме на віелі відмінність всіх музичних форм відчувається більш тонко (subtilius). <...> Справжній майстер виконає на віелі будь-яку музику, пісню і взагалі будь-яку музичну форму. |
Віела завдяки п’яти струнам, мала в середньому ширший діапазон, ніж ребек.

## Галерея
|                                                                                               |
| Частина зображення з Cantigas de Santa Maria. Два вієли (ліворуч) і цитоль. Близько 1280 року |

|                                                                            |
| Віела, або фідл, близько 1310 року, Псалтир Ормсбі, Бодліанська бібліотека |

|                                                  |
| Віеліст. З Манесського пісенника. 1305-1315 роки |

|                                                                                                 |
| Гравець на трьохструнній віелі. Зображення на полях Псалтиря із Пітерборо. Початок 14 століття. |

| |
| Напівлюдина-напівзвір грає лівою рукою на триструнній віелі. Зображення на полях Часослова Карла III Наварського. Початок 15 століття. |